# 蘭杖
蘭杖（らんじょう、1972年 - 、本名：Thomas Charles Marshall）は、イギリス出身の薩摩琵琶奏者である。創造学園大学・創造芸術学部音楽学科常勤講師。

## 来歴
イギリスのケンブリッジ大学にオルガン専攻学生として奨学金を得て入学し、ピーター・ハーフォードに師事。1994年JETプログラム英語指導助手(ALT)として来日。
1994年から若林舜童に師事し琴古流尺八を学び、普門義則について薩摩琵琶を修め、その後公演活動を展開している。
妹のトリーナ・マーシャルはアイリッシュ・ハープ奏者であり、兄妹で共演することもある。